# 信夫山

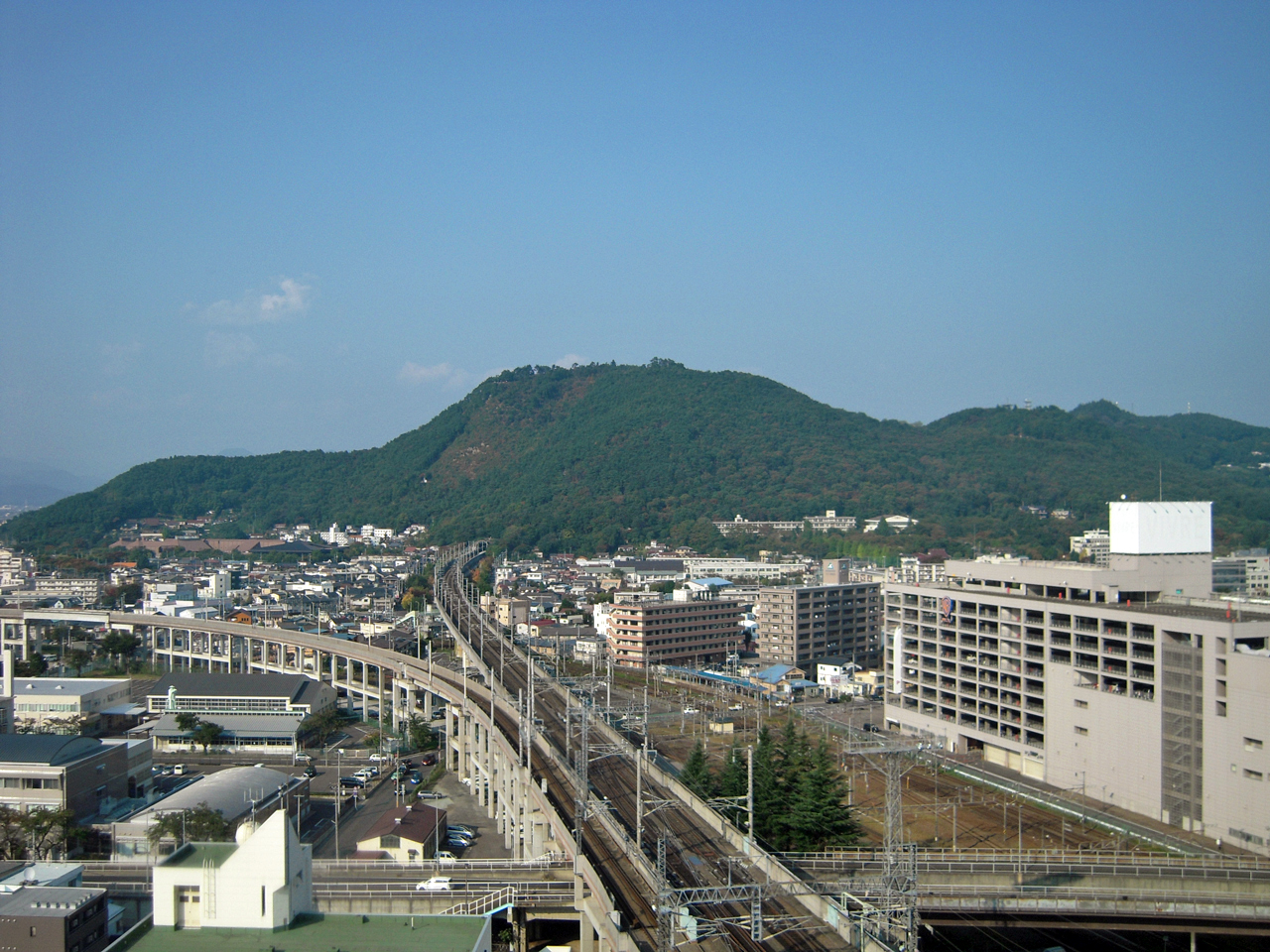

信夫山（日语：しのぶやま）是位於日本福島縣福島市市中心北部的一座山峰，標高275米。信夫山是福島市的象徵之一，也是福島市民著名的賞櫻勝地，被選入福島百名山。福島縣名即來自于信夫山。信夫山也是吉卜力電影龍貓的舞台範本。山頂有電視台及廣播電台的電波塔。